# Tobołów (polana)
Tobołów – polana w Gorcach.

## Położenie
Polana rozpościera się w środkowej części niedługiego, lecz masywnego ramienia górskiego, odchodzącego od szczytu Obidowca w kierunku północnym, w widły potoków Porębianka i Koninka. Zajmuje grzbietowe fragmenty tego ramienia, od kulminacji zwanej Tobołowem (lub Czołem Tobołowa, 994 m n.p.m.) na południu po wzniesienie Tobołczyka (969 m n.p.m.) na północy.
Polana stanowi własność prywatną. Znajduje się na obszarze Gorczańskiego Parku Narodowego (obwód ochronny Suchora), w granicach wsi Poręba Wielka w województwie małopolskim, w powiecie limanowskim, w gminie Niedźwiedź

## Przyroda
Do lat 80. XX w. polana wyróżniała się bogactwem florystycznym. Obecnie, na skutek zaprzestania użytkowania gospodarczego (wypas, koszenie), jej roślinność stopniowo ubożeje. Miejsce wielogatunkowych łąk zajmują ubogie łąki bliźniczkowe zwane „psiarami” (związek Nardion). W kolejnych etapach sukcesji wkraczają tu borówczyska z borówką czernicą, a za nimi młodniki świerkowe. Warunkiem utrzymania walorów przyrodniczych polany jest jej systematyczne odkrzaczanie oraz koszenie lub wypasanie. Niebagatelne znaczenie ma również wydeptywanie przez turystów oraz narciarskie wykorzystanie polany, prowadzące do mechanicznego uszkadzania darni przy cienkiej pokrywie śniegowej oraz jej osłabiania przez długo zalegające płaty ubitego śniegu w miejscach o dużym ruchu narciarzy.
Rejon Tobołowa jest terenem występowania niewielkiej, rzadkiej sowy – włochatki, związanej ze starszymi drzewostanami bukowo-świerkowymi, którym towarzyszą polany lub wyręby.

## Zagospodarowanie turystyczne
Na polanie Tobołów znajduje się górna stacja kolei krzesełkowej „Tobołów” z Koninek oraz bufet turystyczny. Zamontowana przez Gorczański Park Narodowy tablica przedstawia panoramę szczytów, jakie możemy oglądać z tej polany. Tutaj też ma swój początek ścieżka edukacyjna „Wokół doliny Poręby”.
Grzbietem przez polanę prowadzi wygodna droga, a nią zielony szlak turystyczny:
 Koninki – Jaworzyna (Porębska) – Tobołów – Starmaszka – Suchora – Obidowiec. Odległość 4,1 km, suma podejść 610 m, suma zejść 40 m, czas przejścia 1:50 godz., ↓ 1:10 godz.